# Liste der Kulturdenkmale in der Verwaltungsgemeinschaft Fahner Höhe
Die Liste der Kulturdenkmale in der Verwaltungsgemeinschaft Fahner Höhe umfasst die Kulturdenkmale der Gemeinden Dachwig, Döllstädt, Gierstädt, Großfahner und Tonna.
Sie wurden 1998 im Handbuch der Deutschen Kunstdenkmäler für Thüringen in Zusammenarbeit mit dem Thüringischen Landesamt für Denkmalpflege und Archäologie als Bau- und Kunstdenkmale auf dem Gebiet der Verwaltungsgemeinschaft erfasst. Da die untere Denkmalschutzbehörde die aktuelle amtliche Denkmalliste nicht veröffentlicht, ist die Liste nicht vollständig.
Die Kulturdenkmale sind in folgenden Liste erfasst:
- Liste der Kulturdenkmale in Dachwig
- Liste der Kulturdenkmale in Döllstädt
- Liste der Kulturdenkmale in Gierstädt
- Liste der Kulturdenkmale in Großfahner
- Liste der Kulturdenkmale in Tonna